# Фарнезе (род)
Вижте пояснителната страница за други значения на Фарнезе.
Фарнезе (на италиански: Farnese) или традиционно в множествено число Фарнези е влиятелна и благородническа династия от Италианския ренесанс, която управлява Херцогство Парма и Пиаченца от 1545 до 1731 г. и Херцогство Кастро от 1537 до 1649 г.
Сред най-важните му членове са папа Павел III, кардинал Алесандро Фарнезе Млади, херцог Алесандро Фарнезе (3-ти херцог на Парма и Пиаченца, 4-ти херцог на Кастро и губернатор на Испанска Нидерландия) и кралица Изабела Фарнезе (кралица-консорт на Испания и последна наследница на семейство Фарнезе).
Семейството е голям меценат на изкуството и през вековете събира или поръчва много произведения – част от колекцията, известна днес като Колекция „Фарнезе“. Освен това то има много построени сгради, като Палат „Фарнезе“ и Църквата на Исус в Рим.

## Етимология
Династията Фарнезе има много древен произход. Името „Фарнези“ вероятно може да бъде проследено до едно от техните древни владения – територия, известна с топонима Castrum Farneti. Следователно можем да се предположи, че когато използването на демоними се разпространява в Италия през 12 век, те приемат името на едно от най-старите си владения. Някои вместо това твърдят, че името произлиза от обикновения дъб, намерен в този регион (чието научно наименование е Quercus robur). Други обаче проследяват етимологията на това име до фара – термин, който показва фундаменталното единство на социалната и военната организация на лангобардите, което прави династията произлизаща от тази етническа група.

## Произход
През 12 век те са известни като domicelli Tuscanienses, тъй като притежават някои малки феода на територията на епархия Тоскания. В Орвието членовете на семейството са наричани господари „де Фарнето“ и тяхното присъствие е широко документирано.
Първият Фарнезе, за когото има исторически сведения, е някой си Пиетро, консул на Орвието през 984 г.
През 1096 г. Пиетро е командир на папската кавалерия, която през 1110 г. побеждава армиите на Тоскана, лоялни на императора, и вероятно основава Орбетело. Вероятно Петрус де Фарнето, който се бие в Пулия през 1134 г. срещу норманите, може да бъде идентифициран в последния. Неговият син Пруденций, консул на Орвието през 1154 г., приветства папа Адриан IV в града, бягащ от Рим поради бунтовете, причинени от Арнолд Брешански. През 1158 г. самият Пруденций побеждава изгнаниците от Орвието, подкрепяни от сиенските гибелини. Един друг Пиетро защитава Орвието от нападението на императора на Свещената римска империя Хайнрих VI.
Други добре известни личности от онова време са Пепоне ди Пиетро и Ранучо, присъствали на Венецианския мир през 1177 г. като представители на град Орвието. През 1254 г. Ранучо побеждава редиците на Тоди и се бие за папа Урбан IV срещу крал Манфред Сицилиански, племенник на Хайнрих VI. Неговият син Николо участва като командир на кавалерията на Орвието в подкрепа на войските на Шарл I Анжуйски в битката при Беневенто през 1266 г., в която Манфреди намира смъртта си, отбелязвайки края на швабите в Италия. Монсеньор Гуидо е епископ на Орвието от 1302 г. и именно той разширява катедралата, за да запази корпорала, опетнен с кръвта на „Чудото от Болсена“ (1263). Друг Пиетро е командир на армията във войната от 1320 – 1321 на Орвието срещу Корнето.
Фарнезе се завръщат в Тусция през 1319 г. През тази година те завладяват териториите на Фарнезе и Иския ди Кастро, на замъка Сала и този на Сан Савино близо до Тускания. През 1340 г. Фарнезе се заклеват в сляпо подчинение на защитниците на наследството на Свети Петър и така още през 1354 г. кардинал Еджидио Алборноз, в знак на благодарност на папата за военната помощ, получена при възстановяването на земите и замъците, изгубени по време на авиньонския плен, предоставя територията на Валентано на Пучо, Пиетро и Ранучо Фарнезе. През 1360 г. тези воини маршируват под знамената на Пандолфо дел'Ангуилара, лидер на фракцията на гвелфите, срещу гибелините, водени от префектите Ди Вико.
През 1362 г. Пиетро Фарнезе е генерален капитан на флорентинците във войната срещу Пиза за контрол над Волтера. След като победата е постигната, той е почетен с конен паметник в Санта Мария дел Фиоре във Флоренция и, умирайки на следващата година, е погребан в самата църква в саркофаг.
През 1368 г. Николо Фарнезе, след нападението на префекта Джовани ди Вико, отвежда папа Урбан V на безопасно място първо в крепостта на Витербо и впоследствие в тази на Монтефиасконе.
Постоянната лоялност към Папската държава позволява на фамилията да потвърди господството си над териториите в Горен Лацио, да се похвали с редица привилегии спрямо Апостолическата камара, така че да може да се сроди с големите фамилии на времето (Орсини, Савели, Колона, Моналдески, Сфорца от Санта Фиора) и да установи дипломатически отношения с владенията на важни градове като Сиена.

## Възход
През XV век властта на фамилията нараства значително, дотолкова че територията, поставена под тяхно влияние, се разширява, за да включва западния бряг на езерото Болсена, включително двата острова Мартана и Бисентина, и зоната от територия между хълмовете Вулсини и Тиренско море, до владението Монталто. Архитектът на това ново разширение е Ранучо Фарнезе Стари, син на Пиетро и брат на Бартоломео, основателят на клона на Латера. Ранучо вече притежава викариата на Латера от 1408 г. насам. През 1416 г. Сиена го назначава за генерален капитан на армията срещу граф Орсини от Питиляно. С победата от 1417 г. Ранучо е назначен за сенатор на Рим. По силата на приятелството си със семейство Колона и особено с папа Мартин V, той влиза във владение на замъка Пиансано. Благодарение на благосклонността на папа Евгений IV той успява да натрупа по-голямо богатство, да включи сем. Фарнезе сред големите римски семейства, да завладее земите на Валтурано, Латера, замъка на Марта, на Монталто, част от териториите на Тесенано, Канино и Градоли (между 1431 и 1436 г.). През 1434 г. същият папа го награждава със знака на Златната роза и Знамето на Църквата. Ранучо се жени за Аниезе Моналдески и от техния съюз се раждат много деца. Сред тези деца се отличават кондотиерът Пиер Луиджи Фарнезе Стари и Габриеле Франческо Фарнезе, който по-късно се жени за Изабела Орсини и от когото произлиза клонът, който продължава военните подвизи на семейството – клон, който обаче изчезва след три поколение. Ранучо умира на 10 август 1450 г.
След смъртта на Ранучо политиката на семейството, която се доближава до папския двор, не спира и всъщност благодарение на брака на неговия син Пиер Луиджи с Джованела Каетани, дъщеря на Онорато, владетел на Сермонета, Фарнезе се оказват роднини на потомка на папа Бонифаций VIII и следователно с голяма част от римсата аристокрация. От техния съюз се раждат четири деца: Анджело, Алесандро, Джиролама и Джулия. Анджело (1465 – 1494) е глава на дома и се грижи за семейните притежания от Крепоста Валентано. През 1488 г. домът им е обогатен с прекрасен двор с долна колонада и горна лоджия, по случай брака между Анджело и Лела, дъщеря на Никола Орсини от Питиляно; върху капителите на колонадата, в допълнение към гербовете на двете семейства, са издълбани пожеланията за плодородие и просперитет за двойката, с алегорично изображение на цъфтежа на фарнезийската лилия и трофейната украса. Анджело умира в Каподимонте през 1494 г. и Лела, която не иска да се омъжи повторно, става монахиня в манастира на Мурате във Флоренция. Джиролама (? – 1504) се омъжва за Пучо Пучи от Флоренция и след това за Джулиано дел'Ангуилара, от чийто съюз е родена Изабела дел'Ангуилара, бъдеща съпруга на Галеацо I Фарнезе, 3-ти херцог на Латера. Джулия, известна като „Красавицата“ (1475 – 1524), се омъжва за Орсино Орсини, син на братовчедката на папа Александър VI, Адриана де Мила, през 1489 г. Тя става любимата метреса на папата и голяма приятелка на дъщеря му Лукреция Борджия. Има дъщеря Лаура, вероятно дъщеря на самия папа. Връзката с Александър VI завършва с бягството на Джулия от Рим, която вероятно се присъединява към съпруга си в Карбоняно, който умира малко след това. Тя се завръща в Рим едва след смъртта на папата, за брака на дъщеря му Лаура с Никола Франчоти Дела Ровере, племенник на папа Юлий II. През 1506 г. тя е губернаторка на Карбоняно и остава там до 1522 г. Завръща се в Рим и умира тук две години по-късно, през 1524 г. Алесандро (1468 – 1549) има църковна кариера. Първоначално е назначен за кардинал от папа Александър VI, след което е избран за папа с името Павел III през 1534 г.

## Алесандро Фарнезе: папа Павел III
Алесандро е роден през 1468 г. в Канино, Лацио. Следва хуманитарни науки от 1487 до 1489 г. в школата на Помпонио Лето в Рим и в Академията на Лоренцо де Медичи във Флоренция, демонстрирайки големи интелектуални дарби.
През 1491 г. е апостолически секретар и протонотарий, а през 1492 г. – апостолически касиер. През 1493 г. папа Александър VI Борджия го прави кардинал под влиянието на сестрата на Александър Джулия. Всъщност в Рим не се говори за нищо друго освен за любовната афера между папата и Джулия Красивата. Известният Паскуино гърми срещу двамата нови кардинали Алесандро и Иполито I д’Есте така: „Алесандро, ти дължиш кардиналството на сестра си / Джулия, която вдигна полата си /, а ти, Иполито, на мадона / Адриана, която някога бе толкова красива." Но хората са още по-язвителни, определяйки кардинал Фарнезе като „кардинал Френиезе", подчертавайки с изключителна злоба неблагородния начин, по който той е постигнал кардиналския пост. Но въпреки тези клевети кариерата му не е прекъсната и през 1494 г. е назначен за легат на наследството на Свети Петър в Тусция. Накрая, въпреки че все още не е свещеник, през 1499 г. той става епископ на Монтефиасконе и Корнето.
Въпреки че Александър е смятан за създание на папа Александър VI, неговият наследник и опонент папа Юлий II го привлича на негова страна, като го прави легат на Анконската марка (1502 г.). През този период той има любовна афера със Силвия Руфини, вдовица на Джовани Батиста Криспо, от която има четири деца: Пиер Луиджи Млади (1503 – 1547), Паоло (1504 – 1512), Ранучо (1509 – 1528) и Костанца (ок. 1500 – 1545). Пиер Луиджи и Паоло са узаконени от Юлий II, а Ранучо от папа Лъв X.
През 1509 г. той е назначен за епископ на Парма и на Коледа 1519 г. отслужва там първата литургия след ръкополагането си за свещеник. Неговото ръкополагане съвпадна с радикална промяна в манталитета и самодисциплината, насочени към пречистване на обичаите, които ще бъдат водещият дух на Трентския събор – среща на всички епископи по света, създадена от самия Павел III през 1545 г. който продължава до 1563 г., под понтификата на трима папи, което води до т. нар. Контрареформация.
На 13 октомври 1534 г., на 67 години, след 2-дневен конклав, той се възкачва на папския престол с името Павел III. Новият папа подкрепя развитието на нови религиозни конгрегации (Театинци, Варнавити и Урсулинки) и подкрепя, с булата Regiminis militantis ecclesiae от 27 септември 1540 г., както Йезуитския орден, така и конгрегацията на Римската инквизиция – организъм, роден за борба с ересите, с пълни цензурни и изпълнителни правомощия. Неговите действия обаче са явно опетнени от непотизъм: веднага след избирането си той назначава внуците си Алесандро, син на Пиер Луиджи, и Гуидо Асканио Сфорца ди Санта Фиора, син на Костанца Фарнезе, за кардинали. Но любим му е най-големият му син Пиер Луиджи, женен за Джеролама Орсини от Питиляно.
Павел III също е един от най-големите покровители на Италианския ренесанс, както се вижда например от неговите портрети, изпълнени от Тициан. Той насърчава изграждането на нови сгради в Рим, украсявайки го с нови улици и фонтани, построена е Павлинския параклис и започва изграждането на Кралската зала (Sala Regia) във Ватиканския дворец. Той вика Микеланджело Буонароти от Флоренция и му възлага да нарисува Страшния съд и изграждането на Капитолийския площад. През 1543 г. започва да събира различни произведения на изкуството в колекция, която ще остане в историята като Колекция „Фарнезе“. Той насърчава културата, любител е на астрологията и е очарован от магията.

## Херцогство Кастро
През 1537 г. новият папа Павел III назначава своя син Пиер Луиджи Фарнезе Млади за гонфалониер на Църквата, след което го удостоява с титлата „херцог на Кастро“, която му дава пълно владение и господство над древните владения, включително Тиренско море и езерото Болсена, които принадлежат на Ранучо Фарнезе Стари и пристигат непокътнати в ръцете на папа Павел III, който добавя много други земи към тези владения благодарение и на помощта на самия си син Пиер Луиджи. Новото херцогство, с крепостта Кастро като столица, включва териториите Монталто, Музиняно, Канино, Челере, Арлена, Тесенано, Пианано, Валентано, Иския, Градоли, Гроте, Боргето, Бизенцио, Каподимонте, Марта, островите Бизентина и Мартана в езерото Болсена. Териториите на ексклавите Рончильоне, Капрарола, Непи, Карбоняно, Фабрика, Канепина, Валерано, Винянело, Коркиано и Кастел Сант'Елия са зависими от херцогството.
Новата столица обаче се нуждае от радикално възстановяване, тъй като през 1527 г. претърпява голямо плячкосване именно поради тогавашния кардинал Алесандро Фарнезе, който я окупира, предизвиквайки гнева на папа Климент VII. Семейство Фарнезе вика флорентинския архитект Антонио да Сангало Млади и благодарение на неговия принос те напълно възстановяват град Кастро, като го укрепват и му осигуряват собствен монетен двор. Мотото на града-крепост е променено на Castrum Civitas Fidelis и гербът също е променен, добавяйки три златни фарнезийски лилии на главата към традиционния сребърен лъв.
След убийството на херцог Пиер Луиджи, който междувременно стана херцог на Парма и Пиаченца, различни членове на фамилията Фарнезе са облечени с титлата „херцог на Кастро“, преминавайки от сина на Пиер Луиджи, Отавио, до последния херцог на семейството Ранучо II.
Упадъкът на херцогството започва с херцог Ранучо I (1569 – 1622), който започва да изпада в значителни дългове. През 1641 г., възползвайки се от упадъка на града, семейство Барберини, водено от папа Урбан VIII Барберини, планира да завладее и конфискува града от семейство Фарнезе. Сблъсъкът води до двете войни на Кастро, които довеждат първо до изгнание от Рим на семейство Барберини, след това до пълно унищожаване на град Кастро от новия папа Инокентий X. Семейство Фарнезе никога няма да може да си върне Кастро и градът никога не е възстановен.

## Херцогство Парма и Пиаченца
През 1545 г. папа Павел III обединява двете херцогства Парма и Пиаченца в едно херцогство и го поверява на сина си Пиер Луиджи Фарнезе Млади, който, вече с титлата на херцог на Кастро, напуска града и се насочва първо към Парма, а след това в Пиаченца, която издига до столица и в която урежда двора си.
Междувременно императорът на Свещената Римска империя Карл V не харесва отстъпването на херцогството в ръцете на Фарнезе и иска да го присвои. Благородниците от бившите херцогства и графът на Гуастала Феранте I Гонзага също негодуват. Всъщност Гонзага, знаейки за намеренията на императора, организира заговор срещу Пиер Луиджи, който междувременно укрепва властта си, като жени дъщеря си Витория за херцога на Урбино Гуидобалдо II дела Ровере, а сина си Орацио за Диана, дъщеря на френският крал Анри II дьо Валоа-Ангулем.
На 10 септември 1547 г. Пиер Луиджи е убит в цитаделата на Пиаченца от шепа мъже, командвани от Джовани Ангуисола и Агостино Ланди, в съюз с Феранте I Гонзага. Херцогът е заклан и тялото му е хвърлено в рова пред двореца.

Новината за смъртта на сина му е ужасен удар за папата, който обвинява граф Гонзага и прави своя племенник Отавио Фарнезе, син на Пиер Луиджи, нов херцог. Междувременно войските на Карл V са се установили в херцогството и папата е изпратил папската армия да нахлуе в Парма. Малко след това папата умира и Фарнезе са подпомогнати от новия папа Юлий III, който идва на власт благодарение на помощта на кардинал Алесандро Фарнезе Млади. Новият папа успява да освободи Парма, но Пиаченца и други територии все още са окупирани от императорските войски. След първоначален съюз с Франция и последваща кратка война Фарнезе разбират, че единственото решение е да се съюзят с Испания. През 1556 г. Отавиано подписва Гентския мир с новия испански владетел Филип II, който му връща пълното владение на всички територии на херцогството, в замяна, почти като заложник, за изпращането на единствения му син Александро в испанския двор. 
През 1586 г. Отавио умира и е наследен от сина си Алесандро, който се жени за Мария д'Авиз, племенница на краля на Португалия Мануел I. Херцогът има възможност да се бие в битката при Лепанто през 1571 г., заедно с Маркантонио II Колона, както и в други битки на Балканите срещу неверниците. Той е на служба в Испания като командир на армията на Фландрия и участва във френските религиозни войни, където умира през 1592 г. поради последствията от рана.
Алесандро е наследен от херцог Ранучо I, който управлява с желязна ръка около тридесет години, но изпада в значителни дългове. Умира през 1622 г., на 52-годишна възраст.

Ранучо I е наследен от 10-годишния си син Одоардо I. Регентството на Херцогство Парма и Пиаченца е осигурено от майка му Маргерита Алдобрандини и чичо му кардинал Одоардо Фарнезе. През 1628 г. Одоардо I се жени за Маргарита де Медичи, дъщеря на великия херцог на Тоскана Козимо II. През 1636 г. той участва във войната между Франция и Испания и претърпява тежко поражение и само намесата на папата и великия херцог на Тоскана спасява неговото херцогство. Поради дългове той се сблъсква със семейство Барберини, които искат да поемат Херцогство Кастро, в Първата война на Кастро
През 1646 г. Одоардо I умира и е наследен от 16-годишния си син Ранучо II. По време на неговото управление избухва Втората война на Кастро и херцогството окончателно е загубено и унищожено през 1649 г. По време на войната на Великия съюз, херцогството на Парма и Пиаченца е нападнато от имперски войски, които го разграбват. През 1694 г. херцогът умира, вероятно поради затлъстяване.
Ранучо II е наследен от 16-годишния си син Франческо. Новият херцог се опитва да поправи катастрофалното финансово състояние на херцогството, като уволнява повечето от слугите и премахва партитата и представленията. Херцогството е въвлечено във Войната за испанското наследство и е принудено да приема и поддържа имперските войски за своя сметка. Фарнезе присъстват на Утрехтския мирен договор през 1713 г. и по този повод отново претендират за Кастро и Рончильоне, но напразно. През 1717 г. херцогът участва във венецианската война срещу турците. Умира на 49 години през 1727 г.
След като умира без наследници, Франческо е наследен от по-малкия си брат Антонио. В херцогството новият херцог увеличава насажденията с черници, за да насърчи производството на коприна и пчеларството, и възобновява Търговския панаир в Пиаченца. През 1729 г. възстановява използването на маски в карнавала в Парма, които не се използват повече от четиридесет години. Умира през 1731 г. на 51-годишна възраст.
Антонио умира без наследници и е последният херцог от фамилията Фарнезе. След смъртта му херцогството преминава в ръцете на Бурбоните, потомци на последната Фарнезе Изабела, чрез брак кралица на Испания, дъщеря на полубрата на Антонио, Одоардо II Фарнезе. През декември 1731 г. Карлос III де Бурбон, син на Изабела, е удостоен с титлата „херцог на Парма и Пиаченца“.

## Херцози
| N°  | Име                                                     | Портрет | Херцози на Кастро | Херцози на Кастро | N°   | Херцози на Парма и Пиаченца | Херцози на Парма и Пиаченца | Бракове                                                          | Потомци                                                                                           | Бел.                                                                       |
| N°  | Име                                                     | Портрет | от                | до                | N°   | от                          | до                          | Бракове                                                          | Потомци                                                                                           | Бел.                                                                       |
| --- | ------------------------------------------------------- | ------- | ----------------- | ----------------- | ---- | --------------------------- | --------------------------- | ---------------------------------------------------------------- | ------------------------------------------------------------------------------------------------- | -------------------------------------------------------------------------- |
| I   | Пиер Луиджи Млади (19 ноември 1503 – 10 септември 1547) |         | 1537              | 1545              | I    | 23 септември 1545           | 10 септември 1547           | Джеролама Орсини                                                 | Алесандро Млади, Витория, Отавио, Ранучо, Орацио                                                  | извънбрачен син на папа Павел III                                          |
| II  | Отавио (9 октомври 1524 – 18 септември 1586)            |         | 1545              | 1547              | II   | 10 септември 1547           | 18 септември 1586           | Маргарита Австрийска                                             | Карло, Алесандро. 6 извънбрачни деца                                                              | син на Пиер Луиджи Млади                                                   |
| III | Орацио (февруари 1532 – 18 юли 1553)                    |         | 14 октомври 1547  | 19 юли 1553       | -    | -                           | -                           | Диана Френска                                                    | -                                                                                                 | син на Пиер Луиджи Млади                                                   |
| II  | Отавио (9 октомври 1524 – 18 септември 1586)            |         | 19 юли 1553       | 18 септември 1586 |      |                             |                             |                                                                  |                                                                                                   |                                                                            |
| IV  | Алесандро(27 август 1545 – 3 декември 1592)             |         | 18 септември 1586 | 3 декември 1592   | III  | 18 септември 1586           | 3 декември 1592             | Мария д'Авиз                                                     | Маргерита, Ранучо I, Одоардо. Изабела Маргарита                                                   | Син на Отавио. Губернатор на Испанска Нидерландия от 1578 г. до смъртта си |
| V   | Ранучо I (28 март 1569 – 5 март 1622)                   |         | 3 декември 1592   | 5 март 1622       | IV   | 3 декември 1592             | 5 март 1622                 | Маргерита Алдобрандини                                           | Алесандро, Одоардо I, Мария, Витория, Франческо Мария. 7 извънбрачни деца                         | син на Алесандро                                                           |
| VI  | Одоардо I (28 април 1612 – 11 септември 1646)           |         | 5 март1622        | 11 септември 1646 | V    | 5 март 1622                 | 11 септември 1646           | Маргарита де Медичи                                              | Ранучо II, Алесандро, Орацио, Катерина, Мария Мадалена, Пиетро, Отавио Франческо                  | син на Ранучо I                                                            |
| VII | Ранучо II (17 септември 1630 – 11 декември 1694)        |         | 11 септември 1646 | 1649              | VI   | 11 септември 1646           | 11 декември 1694            | 1. Маргарита Виоланта Савойска 2. Изабела д'Есте 3ª Мария д'Есте | 1. син и дъщеря 2. Маргерита Мария, Тереза, Одоардо II 3. Изабела, Франческо, Антонио, още 6 деца | син на Одоардо I. Последен херцог на Кастро от рода Фарнезе                |
| -   | Франческо(19 май 1678 – 26 февруари 1727)               |         | -                 | -                 | VII  | 11 декември 1694            | 26 февруари 1727            | Доротея София фон дер Пфалц                                      | -                                                                                                 | син на Ранучо II                                                           |
| -   | Антонио (29 ноември 1679 – 20 януари 1731)              |         | -                 | -                 | VIII | 26 февруари 1727            | 20 януари 1731              | Енриета д’Есте                                                   | -                                                                                                 | син на Ранучо II. Последният Фарнезе херцог на Парма и Пиаченца.           |

## Папи и кардинали

### Папи
| Име като папа                                  | Портрет | Нач. на понтификата | Край на понтификата | Погребан в                  | Светско име       |
| ---------------------------------------------- | ------- | ------------------- | ------------------- | --------------------------- | ----------------- |
| Павел III (29 февруари 1468 – 10 ноември 1549) |         | 13 октомври 1534    | 10 ноември 1549     | Базилика „Свети Петър“, Рим | Алесандро Фарнезе |

### Кардинали
| Име                                               | Портрет | Направен кардинал                   | Погребан в                                 | Бел.                                                                                |
| ------------------------------------------------- | ------- | ----------------------------------- | ------------------------------------------ | ----------------------------------------------------------------------------------- |
| Алесандро Млади (27 септември 1520 – 2 март 1589) |         | 18 декември 1534 от папа Павел III  | Църква на Исус, Рим                        |                                                                                     |
| Ранучо (11 август 1530 – 29 октомври 1565)        |         | 16 декември 1545 от папа Павел III  | Базилика „Сан Джовани ин Латерано“, Рим    |                                                                                     |
| Одоардо (8 декември 1573 – 21 февруари 1626)      |         | 6 март 1591 от папа Григорий XIV    | Църква на Исус, Рим                        |                                                                                     |
| Франческо Мария (15 август 1619 – 12 юли 1647)    |         | 4 декември 1645 от папа Инокентий X | Базилика „Санта Мария дела Стеката“, Парма |                                                                                     |
| Джироламо (30 септември 1599 – 18 февруари 1668)  |         | 9 април 1657 от папа Александър VII | Църква на Исус, Рим                        | със смъртта му изчезва мъжката линия на клона на Господарите и херцозите на Латера. |

## Кралици и херцогини

### Кралици
| Име                                              | Портрет | Кралица-консорт на Испания                 | Кралица-консорт на Испания         | Съпруг  | Потомство                                                                                         | Note                                                            |
| Име                                              | Портрет | от                                         | до                                 | Съпруг  | Потомство                                                                                         | Note                                                            |
| ------------------------------------------------ | ------- | ------------------------------------------ | ---------------------------------- | ------- | ------------------------------------------------------------------------------------------------- | --------------------------------------------------------------- |
| Изабела Фарнезе (25 октомври 1692 – 11 юли 1766) |         | I – 24 декември 1714 II – 6 септември 1724 | I – 14 януари 1724 II – 9 юли 1746 | Филип V | Карлос III, Франсиско, Мариана-Виктория, Филип, Мария Тереза Рафаела, Луис Антонио, Мария Антония | дъщеря на Одоардо II. Принцеса на Парма и Пиаченца по рождение. |

| Име                                                     | Портрет | Херцогиня-консорт | Херцогиня-консорт | Съпруг              | Потомство                                                                          | Бел.                                                           |
| Име                                                     | Портрет | от                | до                | Съпруг              | Потомство                                                                          | Бел.                                                           |
| ------------------------------------------------------- | ------- | ----------------- | ----------------- | ------------------- | ---------------------------------------------------------------------------------- | -------------------------------------------------------------- |
| Мария Катерина Фарнезе (18 февруари 1615 – 25 юли 1646) |         | 11 януари 1631    | 25 юли 1646       | Франческо I д’Есте  | Алфонсо, Алфонсо IV, Изабела, Леонора, Тедалдо, Алмерико, Елеонора, Мария, Тедалдо | дъщеря на Ранучо I. принцеса на Парма и Пиаченца по рождение.  |
| Витория Фарнезе (29 април 1618 – 10 август 1649)        |         | 12 февруари 1648  | 10 август 1649    | Франческо I д’Есте  | Витория                                                                            | дъщеря на Ранучо I. принцеса на Парма и Пиаченца по рождение.  |
| Маргерита Мария Фарнезе (24 ноември 1664 – 17 юни 1718) |         | 14 юли 1692       | 6 септември 1694  | Франческо II д’Есте | -                                                                                  | дъщеря на Ранучо II. принцеса на Парма и Пиаченца по рождение. |

## Дворци и вили на Фарнезе
| Снимка | Име                  | Място           | Построен             | Поръчител                                          | Бел. |
|        | Палацо Дукале        | Колорно         | XVII век             | сем. Фарнезе                                       | Произхожда от предишна и много по-стара крепост, вече реставрирана през XVI век от Барбара Сансеверино. От 2004 г. в някои помещения от сградата се помещава централата на ALMA – Международно училище по италианска кухня. |
|        | Палацо дел Джардино  | Парма           | От 1561 до XVIII век | сем. Фарнезе                                       | По време на Втората световна война претърпява сериозни щети и впоследствие е реставриран. Днес е домакин на Провинциалното командване на карабинерите на Парма и е един от щабовете на RIS (Отдел за научни изследвания на карабинерите). |
|        | Ла Пилота            | Парма           | от ок. 1583 г.       | Отавио Фарнезе                                     | Изглежда като комплекс от няколко сгради. В настоящия комплекс се намират Националният археологически музей на Парма, Худ. институт „Паоло Тоски“, Палатинската библиотека, Бодонският музей, Театър „Фарнезе“ и Националната галерия на Парма. |
|        | Палацо Фарнезе       | Рим             | от 1515 г.           | сем. Фарнезе                                       | Сградата, собственост на Италианската държава, е предоставена на френското правителство от 1936 г. като седалище на посолството му в Италия. |
|        | Палацо Фарнезе       | Пиаченца        | XVI век              | сем. Фарнезе                                       | Намира се върху вече съществуваща крепост, построена от Висконти (1352 г.). Днес там се помещават Гражданските музеи на град Пиаченца и Държавният архив. |
|        | Палацо Фарнезе       | Ортона          | XVI век              | Маргарита Австрийска (съпруга на Отавиано Фарнезе) | Седалище на Музея за съвременно изкуство и на Пинакотека „Кашела“ |
|        | Палацо Фарнезе       | Градоли         | XVI век              | сем. Фарнезе                                       | От 1998 седалище на Museo del Costume Farnesiano. |
|        | Палацо /Вила Фарнезе | Капрарола       | XVI век              | сем. Фарнезе                                       | |
|        | Вила Фарнезина       | Рим             | XVI век              | Агостино Киджи                                     | Построена от Агостино Киджи и известна по това време като Вила Киджи, след смъртта му е закупена от сем. Фарнезе през 1580 г. От 1927 г. принадлежи на Италианската държава и днес се използва от Accademia Nazionale dei Lincei като представително седалище и до 2007 г. е домакин на Кабинета по рисунка и графика на Националния графичен институт. Вилата и лоджията са отворени за обществеността. |
|        | Ла Рока              | Иския ди Кастро | От XI век            | сем. Фарнезе                                       | Сред първите и най-стари резиденции на сем. Фарнезе. |